# الدوري السوفيتي الممتاز لكرة القدم 1979
الدوري السوفيتي الممتاز لكرة القدم 1979 هو الموسم 43 من الدوري السوفيتي الممتاز لكرة القدم. أقيم خلال الفترة 7 أبريل 1979 وحتى 11 نوفمبر 1979، وأشرف على تنظيمه الاتحاد السوفيتي لكرة القدم، وكان عدد الأندية المشاركة فيه 18، وفاز فيه سبارتاك موسكو.